# Piabucina elongata
Piabucina elongata es una especie de peces de la familia Lebiasinidae en el orden de los Characiformes.

## Morfología
Los machos pueden llegar alcanzar los 14,3 cm de longitud total.

## Hábitat
Es un pez de agua dulce y de  clima tropical.

## Distribución geográfica
Se encuentran en Sudamérica:  cuenca del río Amazonas a Andes por encima de los 250 metros de altitud ( Ecuador  y  Perú ).